# Selección de balonmano de la República Dominicana
La Selección de balonmano de la República Dominicana es el equipo formado por jugadores de nacionalidad Dominicana que representa a la Federación Dominicana de Balonmano en las competiciones internacionales organizadas por la Federación Internacional de Balonmano (IHF) o el Comité Olímpico Internacional (COI).

## Palmarés

### Campeonato Panamericano
- 2000: 6.º
- 2010: 8.º